# Remetilačka inovacija
U teoriji poslovanja, remetilačka inovacija je inovacija koja kreira novo tržište i mrežu vrednosti i eventualno remeti postojeću tržišnu i vrednosnu mrežu, premeštajući uspostavljene firme, proizvode i saveze uspostavljene na tržištu. Termin je definisao i prvi analizirao američki naučnik Klejton M. Kristensen i njegovi saradnici početkom 1995, i nazvan je najuticajnijom poslovnom idejom s početka 21. veka.
Nisu sve inovacije remetilačke, čak i ako su revolucionarne. Na primer, prvi automobili krajem 19. veka nisu bili remetilačka inovacija, jer su rani automobili bili skupi luksuzni predmeti koji nisu poremetili tržište zaprega s konjskom vučom. Transportno tržište je u suštini ostalo netaknuto sve do debija jeftinijeg Fordovog modela T 1908. Automobil iz masovne proizvodnje bio je remetilačka inovacija, jer je promenio tržište transporta, dok prvih trideset godina automobila to nije učinilo.
Postoji tendencija da disruptivne inovacije proizvode autsajderi i preduzetnici u novoosnovanim firmama, pre nego postojeće vodeće kompanije na tržištu. Poslovno okruženje tržišnih lidera često ne dopušta da implementiraju remetilačke inovacije kada se prvi put pojave, jer u početku nisu dovoljno profitabilne i zato što njihov razvoj može oduzeti oskudne resurse od održavanja inovacija (koje je potrebno radi održavanja kraka sa trenutnom konkurencijom). Razvojni proces može trajati duže nego konvencionalnim pristupom i rizik koji je s njim povezan veći je od ostalih, u većoj meri inkrementalnih ili evolutivnih oblika inovacija. Međutim, kada jednom dosegnu tržište, desruptivne inovacije ostvaruju mnogo brži prodor i veći stepen uticaja na uspostavljena tržišta.
Pored poslovnih i ekonomskih, remetilačkim inovacijama se mogu smatrati i one koje narušavaju kompleksne sisteme, uključujući ekonomske i poslovne aspekte.

## Istorija i upotreba termina
Termin remetilačke tehnologije je skovao Klejton M. Kristensen i uveo ga je u svom članku iz 1995. godine pod naslovom Remetilačke tehnologije: Hvatanje talasa, koji je napisao sa Džozefom Boverom. Članak je namenjen rukovodiocima koji donose odluke o finansiranju ili kupovini u kompanijama, pre nego istraživačkoj zajednici. On dodatno opisuje ovaj termin u svojoj knjizi Dilema izumitelja. Izumiteljeva dilema je istražila slučajeve industrije tvrdih diskova (koja sa svojim brzim generacijskim promenama predstavlja u studiranju poslovanja isto što i vinske mušice u genetičkim studijama, kao što je Kristensen naglašavao tokom 1990-ih) i industiju opreme za iskopavanje (gde hidraulički pogon polako zamenjuje kablovima pokretanu opremu). U nastavku originalne knjige napisanom sa Majklom E. Rjenorom, pod naslovom Izumiteljevo rešenje, Kristensen je pojam remetilačke tehnologije zamenio remetilačkom inovacijom, jer je prepoznao da je malo tehnologija koje su suštinski remetilačke ili održivog karaktera. Češće je slučaj da poslovni model koji tehnologija omogućava stvara taj remetilački uticaj. Međutim, Kristensenova evolucija od tehnološkog fokusa do onog na poslovnom modelovanju je centralna za razumevanje evolucije poslovanja na nivou tržišta ili industrije. Kristensen i Mark V. Džonson, koji su zajedno osnovali konsultantsku firmu za menadžment Inosajt, opisali su dinamiku „poslovnog modela inovacije” u članku u časopisu Harvardski poslovin pregled iz 2008, s naslovom „Ponovno otkrivanje vašeg poslovnog modela”. Koncept remetilačke tehnologije nastavlja dugu tradiciju identifikovanja radikalnih tehničkih promena u istraživanju inovacija od strane ekonomista, i razvoja alata za upravljanje njima na nivou firme ili u političkom kontekstu.
Prema Kristensenu, „izraz 'remetilačka inovacija' je pogrešan kada se koristi da se odnosi na derivat, ili 'trenutnu vrednost', tržišnog ponašanja proizvoda ili usluge, a ne na integral, ili 'zbir istorije', tržišnog ponašanja proizvoda.“
Krajem 1990-ih, automobilski sektor je počeo da prihvata perspektivu „konstruktivne disruptivne tehnologije“ radeći sa konsultantom Dejvidom E. O'Rajanom, pri čemu je korišćenje trenutne gotove tehnologije integrisano sa novijim inovacijama kako bi se stvorilo ono što nazvao je „nepravednom prednošću“. Promena procesa ili tehnologije u celini morala je da bude „konstruktivna“ u poboljšanju postojećeg metoda proizvodnje, ali da remeti ceo model poslovnog slučaja, što je rezultiralo značajnim smanjenjem otpada, energije, materijala, rada ili nasleđenih troškova korisniku.
U skladu sa uvidom da ubedljiva reklamna kampanja može biti jednako efikasna kao i tehnološka sofisticiranost u donošenju uspešnog proizvoda na tržište, Kristensenova teorija objašnjava zašto mnoge remetilačke inovacije nisu napredne ili korisne tehnologije, već kombinacije postojećih komponenti koje se nalaze na polici, pametno primenjenih na novu mrežu vrednosti.
Onlajn sajt za vesti TechRepublic predlaže kraj korišćenja termina i sličnih termina, sugerišući da je od 2014. to preterano korišćen žargon.

## Literatura
- Anthony, Scott D.; Johnson, Mark W.; Sinfield, Joseph V.; Altman, Elizabeth J. (2008). Innovator's Guide to Growth - Putting Disruptive Innovation to Work. Harvard Business School Press. ISBN 978-1-59139-846-2.
- Daniele Archibugi, Blade Runner Economics: Will Innovation Lead the Economic Recovery?, Social Science Research Network, January 29, 2015.
- Archibugi, Daniele; Filippetti, Andrea; Frenz, Marion (2013). „Economic crisis and innovation: Is destruction prevailing over accumulation?” (PDF). Research Policy. 42 (2): 303—314. doi:10.1016/j.respol.2012.07.002.
- How to Identify and Build Disruptive New Businesses, MIT Sloan Management Review Spring 2002
- Christensen, Clayton M. & Overdorf, Michael. (2000). "Meeting the Challenge of Disruptive Change" Harvard Business Review, March–April 2000.
- Christensen, Clayton M., Bohmer, Richard, & Kenagy, John. (2000). "Will Disruptive Innovations Cure Health Care?" Harvard Business Review, September 2000.
- Christensen, Clayton M. (2003). The innovator's solution : creating and sustaining successful growth. Harvard Business Press. ISBN 978-1-57851-852-4.
- Christensen, Clayton M.; Scott, Anthony D.; Roth, Erik A. (2004). Seeing What's Next. Harvard Business School Press. ISBN 978-1-59139-185-2.
- Christensen, Clayton M., Baumann, Heiner, Ruggles, Rudy, & Sadtler, Thomas M. (2006). "Disruptive Innovation for Social Change" Harvard Business Review, December 2006.
- Mountain, Darryl R., Could New Technologies Cause Great Law Firms to Fail?
- Mountain, Darryl R (2006). „Disrupting conventional law firm business models using document assembly”. International Journal of Law and Information Technology. 15 (2): 170—191. CiteSeerX 10.1.1.473.3109 . doi:10.1093/ijlit/eal019. Архивирано из оригинала 12. 3. 2007. г. Приступљено 30. 8. 2006.
- Tushman, M.L.; Anderson, P. (1986). „Technological Discontinuities and Organizational Environments”. Administrative Science Quarterly. 31 (3): 439—465. JSTOR 2392832. doi:10.2307/2392832.
- Eric Chaniot (2007). "The Red Pill of Technology Innovation" Red Pill, October 2007.
- Danneels, Erwin (2004). „Disruptive Technology Reconsidered: A Critique and Research Agenda” (PDF). Journal of Product Innovation Management. 21 (4): 246—258. doi:10.1111/j.0737-6782.2004.00076.x. Архивирано из оригинала (PDF) 12. 1. 2006. г.
- Danneels, Erwin (2006). „From the Guest Editor: Dialogue on The Effects of Disruptive Technology on Firms and Industries”. Journal of Product Innovation Management. 23 (1): 2—4. doi:10.1111/j.1540-5885.2005.00174.x.
- Roy, Raja (2014). „Exploring the Boundary Conditions of Disruption: Large Firms and New Product Introduction With a Potentially Disruptive Technology in the Industrial Robotics Industry”. IEEE Transactions on Engineering Management. 61 (1): 90—100. doi:10.1109/tem.2013.2259590.
- Roy, Raja; Cohen, S.K. (2015). „Disruption in the US machine tool industry: The role of inhouse users and pre-disruption component experience in firm response”. Research Policy. 44 (8): 1555—1565. doi:10.1016/j.respol.2015.01.004.
- Weeks, Michael (2015). "Is disruption theory wearing new clothes or just naked? Analyzing recent critiques of disruptive innovation theory" Innovation: Management, Policy & Practice 17:4, 417-428. http://www.tandfonline.com/doi/pdf/10.1080/14479338.2015.1061896